# 源定
源 定（みなもと の さだむ）は、平安時代初期から前期にかけての公卿。嵯峨天皇の子（嵯峨第六源氏）。淳和天皇の猶子。官位は正三位・大納言、贈従二位。四条大納言または賀陽院大納言（陽院大納言とも）、楊梅大納言と称される。

## 経歴
幼少より父・嵯峨天皇から寵愛を受け、退位後に叔父・淳和天皇の猶子となる。淳和天皇からも実の皇子以上に寵愛を受け、天皇の寵姫・永原原姫をもって母として養育させたことから、世上「定には二父二母あり」と称された。天長4年（827年）淳和天皇は定を親王にすることを、奉書により嵯峨上皇に請うが、受け入れられなかった。
天長5年（828年）源朝臣姓を賜与され、天長8年（831年）元服する。淳和朝末の天長9年（832年）には従三位に直叙されるとの特別な待遇がなされ、18歳で公卿に列した。翌天長10年（833年）仁明天皇の即位後に参議に任ぜられ、仁明朝では中務卿を長く務めた。承和7年（840年）養父の淳和上皇が崩御すると服喪のため参議を辞し、承和9年（842年）にも実父の嵯峨上皇崩御の服喪のため一時的に官職を辞している。承和14年（847年）再び参議に復任する。仁明朝末の嘉祥2年（849年）中納言に昇進した。
嘉祥3年（850年）文徳天皇の践祚後まもなく正三位に昇叙される。仁寿2年（852年）15年近く務めた中務卿から右兵衛督に遷ると、翌仁寿3年（853年）左兵衛督と、文徳朝では武官を兼帯した。
天安2年（858年）清和天皇の即位後まもなく右近衛大将に任ぜられ、翌貞観元年（859年）には大納言に至る。貞観5年（863年）正月3日薨去。享年49。最終官位は正三位大納言兼右大将。即日従二位を追贈された。

## 人物
「深宮の内に養長して未だ嘗て世俗の艱難を知らず」と評され、性格は温雅であった。音楽を愛好し、座右に鼓鐘を置いて、退庁の後は自ら弾じて楽しんだという。容姿は背が高く堂々としていた。

## 官歴
注記のないものは『六国史』による。
- 天長5年（828年） 日付不詳：臣籍降下（源朝臣）[4]
- 天長8年（831年） 2月7日：元服
- 天長9年（832年） 正月7日：従三位（直叙）。3月26日：美作守[4]
- 天長10年（833年） 8月25日：参議。11月1日：治部卿、美作守如故
- 承和元年（834年） 2月5日：中務卿
- 承和5年（838年） 正月13日：兼播磨守、中務卿如故
- 承和7年（840年） 8月8日：辞参議（淳和上皇服喪）、食封100戸
- 承和9年（842年） 7月：辞官（嵯峨上皇服喪）。9月：復本官
- 承和14年（847年） 正月12日：参議
- 承和15年（848年） 正月13日：兼尾張守
- 嘉祥2年（849年） 正月13日：中納言[4]。正月：辞官（母服喪）。3月：復本官
- 嘉祥3年（850年） 4月11日：帯剣。4月17日：正三位
- 仁寿2年（852年） 8月：兼右兵衛督、止中務卿[4]
- 仁寿3年（853年） 正月：兼左兵衛督[4]
- 斉衡4年（857年） 6月18日：辞左兵衛督[4]
- 天安2年（858年） 11月21日：右近衛大将
- 貞観元年（859年） 12月21日：大納言
- 貞観5年（863年） 正月3日：薨去（正三位大納言兼右大将）、贈従二位

## 系譜
『尊卑分脈』による。
- 父：嵯峨天皇
- 母：百済王慶命（百済王教俊の娘） - 尚侍
- 生母不詳の子女
  - 男子：源包
  - 男子：源宥
  - 男子：源至
  - 男子：源精
  - 男子：源唱